# 茨城県道108号那珂湊大洗線

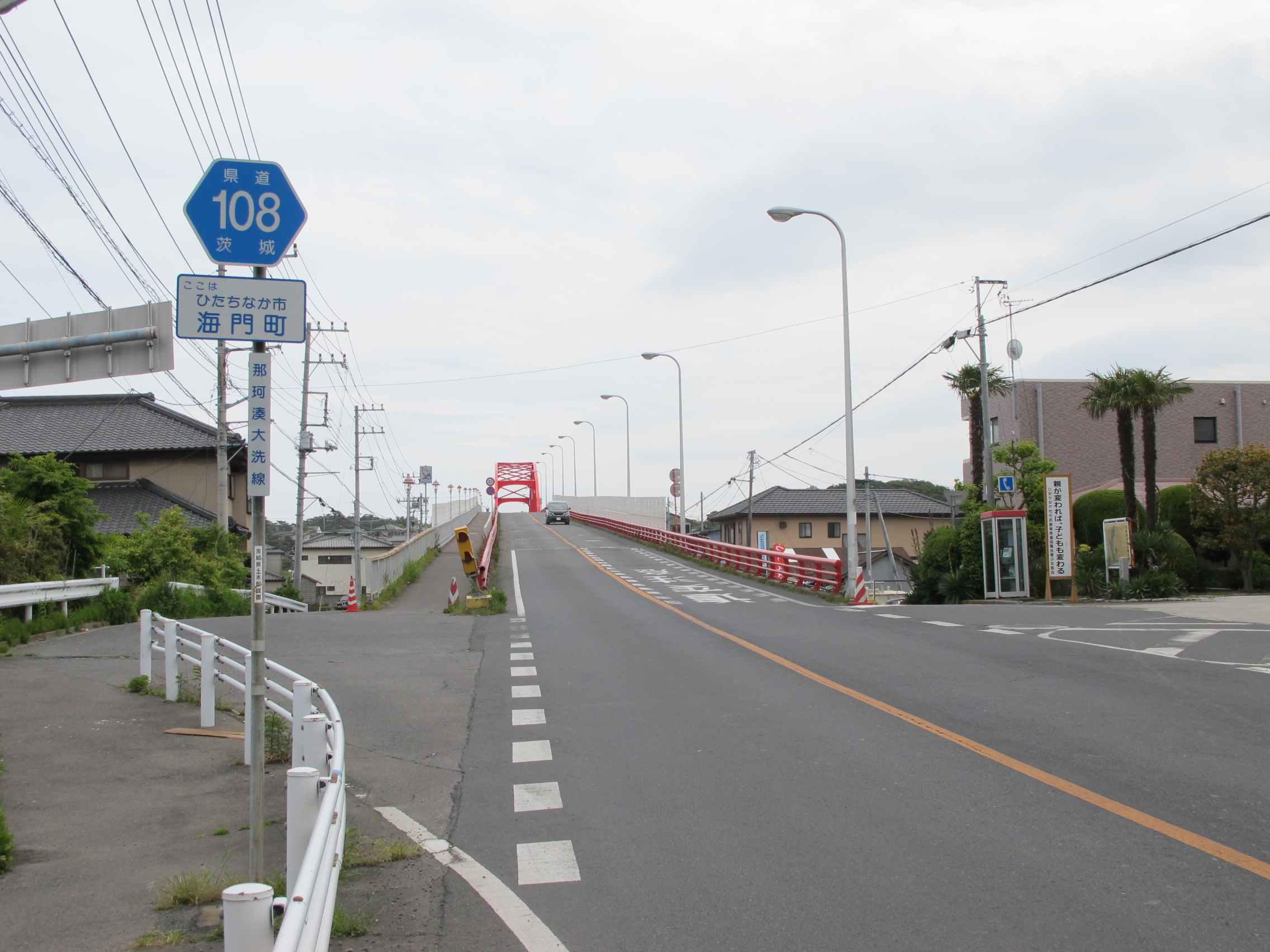
茨城県道108号那珂湊大洗線
ひたちなか市海門町（2013年5月）
遠景の赤い構造物は海門橋のアーチ。

茨城県道108号那珂湊大洗線（いばらきけんどう108ごう なかみなと おおあらいせん）は、茨城県ひたちなか市から同県東茨城郡大洗町に至る一般県道である。

## 概要
ひたちなか市部田野の国道245号から同市那珂湊市街を経て、大洗町桜道の鹿島臨海鉄道大洗駅前に至る一般県道。途中、那珂川河口の海門橋を渡る。路線名の「那珂湊」は、ひたちなか市の平成の大合併前の自治体である那珂湊市に由来する。

### 路線データ
- 起点：ひたちなか市部田野3225番9地先（国道245号・茨城県道63号水戸勝田那珂湊線交点 部田野交差点）[1]
- 終点：東茨城郡大洗町桜道44番地先（大洗駅前）[2]
- 総延長：15.640 km[3]
- 重用延長：4.570 km[3]
- 未供用延長：0.654 km[3]
- 実延長：10.416 km[3]
- 自動車交通不能区間延長[注釈 1]：なし[3]

## 歴史
1959年（昭和34年）10月14日、新たな県道として那珂湊市を起点とし、東茨城郡大洗町を終点とする区間を本路線として茨城県が県道路線認定した。1978年（昭和53年）、那珂湊市街地を通過していた国道245号の旧道移管に伴って、国道の旧道部分の一部を編入して路線が延長されて、起点が湊本町交差点から同市の部田野交差点に移された。1995年（平成7年）に整理番号108となり現在に至る。

### 年表
- 1959年（昭和34年）10月14日：路線認定[4]。
- 1964年（昭和39年）
  - 7月3日：車両制限令第5条1項[注釈 2]に基づく指定区間（路線対象番号49 那珂湊大洗線：国道51号線分岐 - 大洗公園線交点）を、交通量増大により指定解除[5]。
  - 7月6日：大洗町磯浜町地内の新道（祝町いささかりんりん通り：0.9 km）に付け替え供用開始[6]。
- 1970年（昭和45年）12月21日：起点側のルートを131 m延長して、那珂湊市四丁目の一般国道245号線分岐（現：湊本町交差点）が起点となる[7]。
- 1972年（昭和47年）9月21日：東茨城郡大洗町大字磯浜町内のバイパス〈磯浜さくら坂通り〉開通により、旧来の〈祝町いささかりんりん通り〉のルートが市道となり、終点の位置が若見屋交差点から大洗駅入口交差点に付け替えられる[8]。
- 1978年（昭和53年）4月27日：国道245号の旧道移管に伴い、那珂湊市部田野（部田野交差点） - 那珂湊市本町（湊本町交差点）の5.293 km区間を編入。起点が湊本町交差点から部田野交差点に移る[9]。
- 1981年（昭和56年）5月6日：東茨城郡大洗町磯浜町内の一部区間（大洗駅入口交差点 - 東光台前交差点間：1.454 km）が指定を外れ、終点が現・大洗駅入口交差点から東光台前交差点に移る[1][注釈 3]。
- 1989年（平成元年）12月4日：那珂湊市の部田野交差点 - 十三奉行交差点間を4車線化する道路区域決定[10]。
- 1995年（平成7年）3月13日：巌島一里塚ロードパークの道路区域を編入[11]。
- 1995年（平成7年）3月30日：整理番号115から現在の番号（整理番号108）に変更する[12]。
- 1996年（平成8年）2月29日：ひたちなか市西十三奉行（十三奉行交差点） - 同市南神敷台のバイパスを新設する道路区域（2.847 km）が決定する[13]。
- 2001年（平成13年）3月1日：ひたちなか市部田野 - 同市西十三奉行、同市湊本町の区間が、通行する車両の最大重量限度25トンの道路に指定される[14]。
- 2003年（平成15年）3月26日：ひたちなか市西十三奉行 - 同市田宮原のバイパス道路の一部区間（約1.5 km）を供用開始[15]。
- 2004年（平成16年）4月1日：ひたちなか市西十三奉行 - ひたちなか市南神敷台の区間が、通行する車両の最大重量限度25トンの道路に指定される[16]。
- 2013年（平成25年）12月5日：都市計画道路 駅前海岸線を県が主体で整備することから、東茨城郡大洗町磯浜町（祝町） - 大洗鳥居下 - 同郡同町桜道（大洗駅前）の区間（4.803 km）を道路区域に指定[2][注釈 4]。終点が、大洗駅前に移る。
- 2016年（平成28年）11月7日：大洗町港中央 - 桜道（大洗駅前）を結ぶ都市計画道路 駅前海岸線（687 m）が開通[17][18]。
- 2017年（平成29年）2月1日：東茨城郡大洗町港中央 - 同町桜道（県道2号交点 - 大洗駅前：きらめき通り）の区間の管理を大洗町に委託[19]。
- 2018年（平成30年）2月15日：大洗海岸通りのバイパス供用に伴い、祝町いささかりんりん通りの旧道区間（祝町交差点 - 東光台前交差点：1.569 km）を移管により県道指定解除[20]。
- 2022年（令和4年）12月26日：ひたちなか市船窪 - 同市湊本町（五丁目交差点）の既存道路にバイパス（910 m）を設定するため道路区域を追加指定・同時供用開始[21]。

### 旧道
- 大洗町〈祝町いささかりんりん通り〉：祝町交差点 - 東光台前交差点 - 若見屋交差点間
路線認定当初は大洗市街地内にある延長約2.9 kmの現道区間で、そのバイパスにあたる磯浜さくら坂通り（現：県道2号）と大洗海岸通りの供用により旧道となり、1972年9月に東光台交差点 - 若見屋交差点間、2018年2月に祝町交差点 - 東光台交差点間がそれぞれ大洗町に移管された[8][20]。沿道には、常陽銀行大洗支店、西福寺、大洗町立第一中学校、大洗小学校、大洗ゴルフ倶楽部がある。特に、磯浜さくら坂通り（県道2号）と交差する東光台前交差点は、1981年から2013年までのあいだ当路線現道の終点であった。

## 路線状況
道路法の規定に基づき、ひたちなか市部田野（部田野交差点） - 同市西十三奉行（一般県道中根平磯磯崎線分岐）間および、ひたちなか市湊本町（主要地方道水戸那珂湊線交差） - 東茨城郡大洗町磯浜町（大洗鳥居下交差点）間は、緊急輸送道路として機能を維持するため、災害発生時の被害拡大防止を目的に道路用地内に電柱を建てることが制限されている。

### 別名・通称
大洗海岸通り元々は、大洗町内の茨城県道173号大洗公園線（祝町 - 大洗鳥居下）の通称道路名。2013年12月の道路区域指定で、大洗公園線は那珂湊大洗線との全線重複区間となる。
サン・ビーチ通り大洗町内の茨城県道2号水戸鉾田佐原線の大洗鳥居下 - 大洗サンビーチ入口（国道51号）までの通称道路名で、このうちの大洗鳥居下 - 大洗マリンタワー間が水戸鉾田佐原線と那珂湊大洗線が重複する。
きらめき通り（都市計画道路 駅前海岸線）
茨城港大洗港区沿岸の東茨城郡大洗町港中央から、鹿島臨海鉄道大洗駅前の同町桜道を結ぶ、延長687 m、幅員18 m/2車線、4.5 m両側歩道の街路。もとは1968年（昭和43年）12月28日に都市計画決定されていたものの、住宅密集地の中を横断することから未整備状態が続いていたが、東日本大震災を踏まえた津波避難経路としての役割を持つ道路として、平成24年度から復興交付金事業により5年8カ月の期間と約18億円をかけて整備が進められ、2016年（平成28年）11月7日に開通した。
街路完成は東日本大震災を契機として、茨城県と大洗町のほか、地元住民が一体となって成し遂げたものであり、津波で大きな被害を受けた地元地権者から防災道路整備の必要の理解と協力により、2013年9月からの用地交渉開始から1年半後には予定用地の96%まで取得するなど用地買収は順調に進み、2015年末までに本線上のすべての用地買収が完了した。2015年11−12月の2カ月をかけて、道路の経路上にかかっていた弥生時代の集落跡である髭釜遺跡の発掘調査を経て、2015年12月から2016年10月の11カ月間で道路整備工事が行われた。

### 重複区間
- 茨城県道176号中根平磯磯崎線（ひたちなか市部田野・部田野交差点 - 同市十三奉行の分岐：約1.9 km）
- 茨城県道265号磯崎港線（ひたちなか市部田野・部田野交差点 - 同市西十三奉行・十三奉行交差点：1.253 km）[10][24]。
- 茨城県道173号大洗公園線（大洗町磯浜町 祝町交差点 - 同 大洗鳥居下交差点）[2]
- 茨城県道2号水戸鉾田佐原線（大洗町磯浜町 大洗鳥居下交差点 - 同町港中央 マリンタワー前交差点）[2]

### 道路施設
- 海門橋（那珂川、ひたちなか市 - 大洗町境・1959年（昭和34年）6月竣工）
- 巌島一里塚ロードパーク（大洗町磯浜町）
海門橋のたもと、那珂川河口に近い大洗町側にある休憩施設。駐車場14台、トイレ、公衆電話のほか、展望公園がある。

## 地理

### 通過する自治体
- 茨城県
  - ひたちなか市 - 東茨城郡大洗町

### 交差する道路
- 茨城県道265号磯崎港線（ひたちなか市西十三奉行）
- 茨城県道176号中根平磯磯崎線（ひたちなか市阿字ヶ浦町）
- 茨城県道6号水戸那珂湊線（ひたちなか市湊本町）
- 茨城県道262号那珂湊港線（ひたちなか市湊本町）
- 茨城県道173号大洗公園線（東茨城郡大洗町磯浜町）
- 茨城県道2号水戸鉾田佐原線（東茨城郡大洗町磯浜町）